# Sensenmann

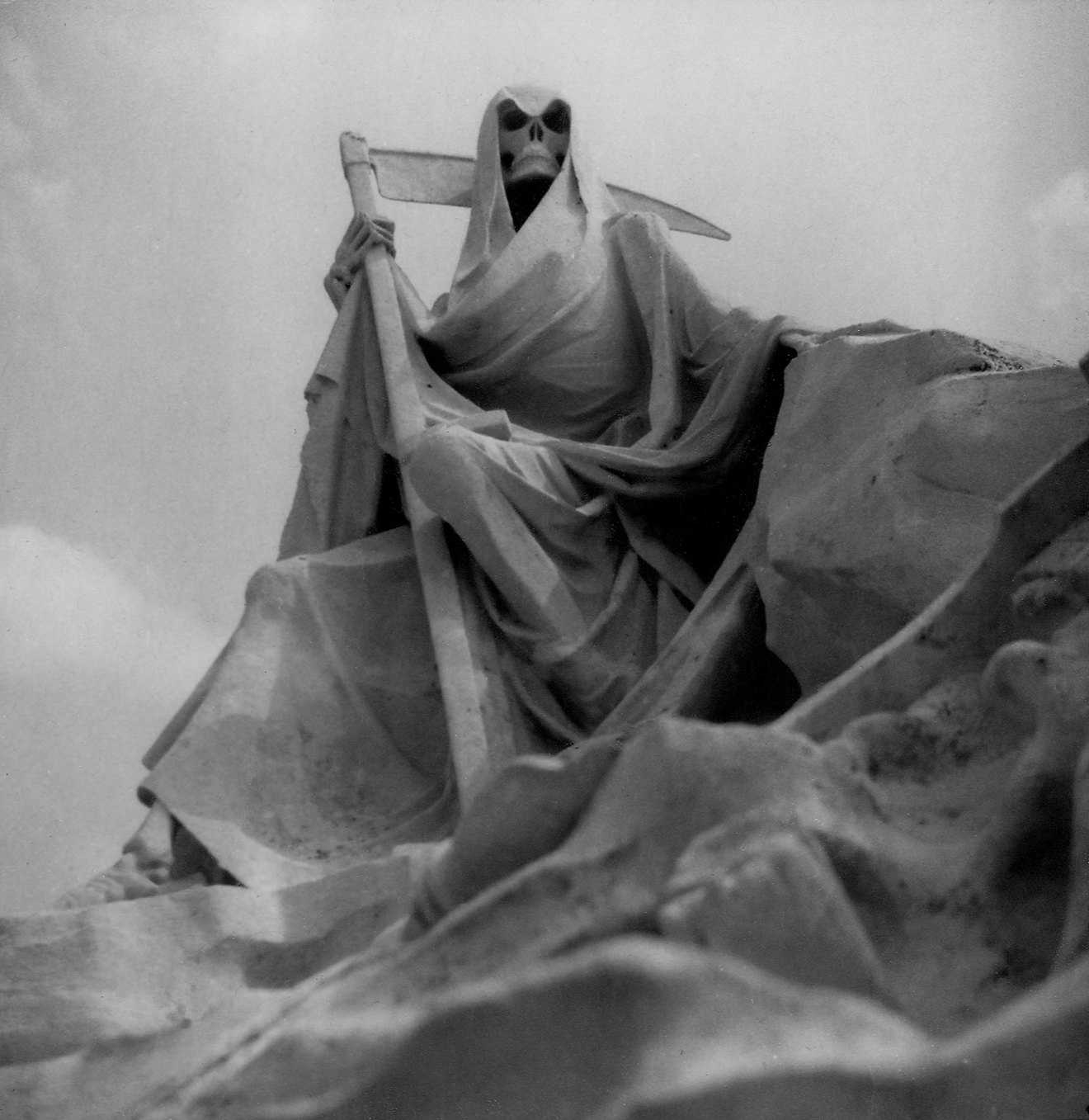
Grabmal von Jean Catherineau auf dem Cimetière de la Chartreuse, Bordeaux

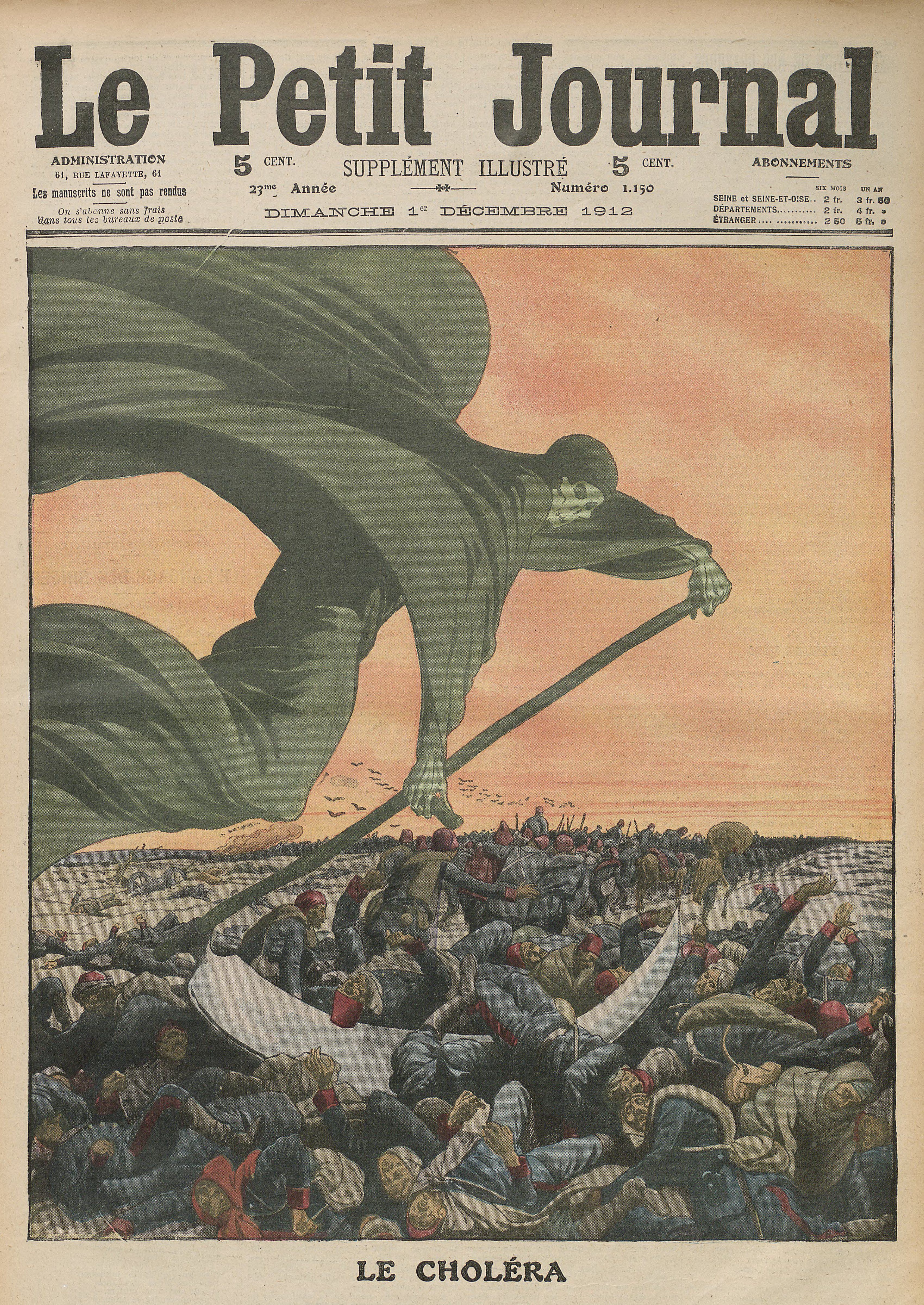
Die Darstellung des Todes in Le Petit Journal 1912 während einer Cholera-Epidemie.

Der Sensenmann (auch Gevatter Tod oder Schnitter) ist eine aus dem Mittelalter stammende personifizierte, anthropomorphe Allegorie des Todes. Der Tod wird als gerippenhafte Gestalt (Skelett) dargestellt, die mit einer Sense die Menschen dahinmäht.

## Vorläufer
In der griechisch-römischen Mythologie brachte unter den Parzen besonders Atropos (bzw. Morta), die älteste der drei Schicksalsgöttinnen, den Menschen den Tod, indem sie ihnen den Lebensfaden durchschnitt (allerdings meist mit einer Schere, nicht mit einer Sichel). Die Sichel war hingegen ein Attribut des ursprünglich agrarischen Gottes Kronos-Saturnus. Nach seiner Vermengung mit Chronos wurde er auch zum Gott der Zeit und damit der Vergänglichkeit. Die explizite Verbindung zwischen Tod und Schnitter (einem sensentragenden Landarbeiter) wurde hingegen in der Bibel hergestellt, so im Gerichtswort des Propheten Jeremia über Juda (Jer 9,20 f. ):

„Der Tod ist durch unsere Fenster gestiegen / eingedrungen in unsere Paläste. Er rafft das Kind von der Straße weg, von den Plätzen die jungen Männer. Die Leichen der Leute / liegen wie Dünger auf dem Feld, wie Garben hinter dem Schnitter; keiner ist da, der sie sammelt.“

Auch im Gleichnis vom Unkraut im Matthäusevangelium (Mt 13,39 ) wird die Welt mit einem Acker verglichen, die Frommen mit Weizen, die Bösen mit Unkraut und die Engel, die diese im Endgericht „ernten“ und voneinander trennen, mit Schnittern. Allerdings handelt es sich bei der einzigen eindeutigen Personifizierung des Todes in der Bibel nicht um einen Schnitter, sondern um den vierten Reiter der Apokalypse auf einem fahlen Pferd, hinter dem alle Bewohner der Unterwelt herziehen (Offb 6,8 ).

## Bildende und darstellende Kunst
Bereits um 1220 erwähnt Caesarius von Heisterbach im Kapitel LXI seines Dialogus miraculorum gemalte Abbilder des Todes in Gestalt eines Menschen mit einer Sense. Anscheinend ist keine dieser Abbildungen erhalten geblieben. Im Rahmen der spätmittelalterlichen Darstellungen des Totentanzes setzte sich Mitte des 15. Jahrhunderts in der bildenden Kunst und darstellenden Kunst der Sensenmann als nacktes oder nur nachlässig mit einem Leichentuch bekleidetes, menschliches Skelett durch. Darauf nimmt auch der gegenüber dem Konzept des Sensenmanns abstraktere, literarische Begriff Knochenmann Bezug. Auf italienischen Tarotkarten wurde Der Tod als ein senseschwingendes Skelett dargestellt. Neben das Attribut der Sense trat das (erst im 14. Jahrhundert erfundene) Stundenglas als Vanitassymbol. Im Laufe des 17. Jahrhunderts wandelte sich das Leichentuch immer mehr in einen voluminösen, nahezu alles bedeckenden Umhang, noch später in eine lange Kutte mit Kapuze, die entweder einen skelettierten Körper verbergen soll oder leer ist. Zu beachten ist aber, dass der Tod etwa in den romanischen und slawischen Sprachen weiblich ist und der Sensenmann somit oft als Sensenfrau wahrgenommen wird (z. B. Franz. la faucheuse, Tsch. smrtka).
Heutigentags begegnet der Sensenmann eher noch als Gegenstand der Parodie. In den Nicht lustig-Geschichten des Comic-Zeichners Joscha Sauer stellt der Gevatter Tod eine wiederkehrende Figur des schwarzen Humors dar. Auch in den Zeichnungen der Comic-Künstler Ralph Ruthe und Oli Hilbring ist der Tod eine regelmäßig auftretende Figur. Der Cartoon-Zeichner Michael Holtschulte widmet dem Gevatter Tod in seinen Bildergeschichten Tot aber lustig im Lappan Verlag eine eigene Reihe. Im Lappan Verlag erschien im August 2021 ebenso ein Sammelband namens "Das schwarze Buch" des Zeichners Uli Stein, in dem mehrere humoristische Darstellungen des Sensenmanns enthalten sind.

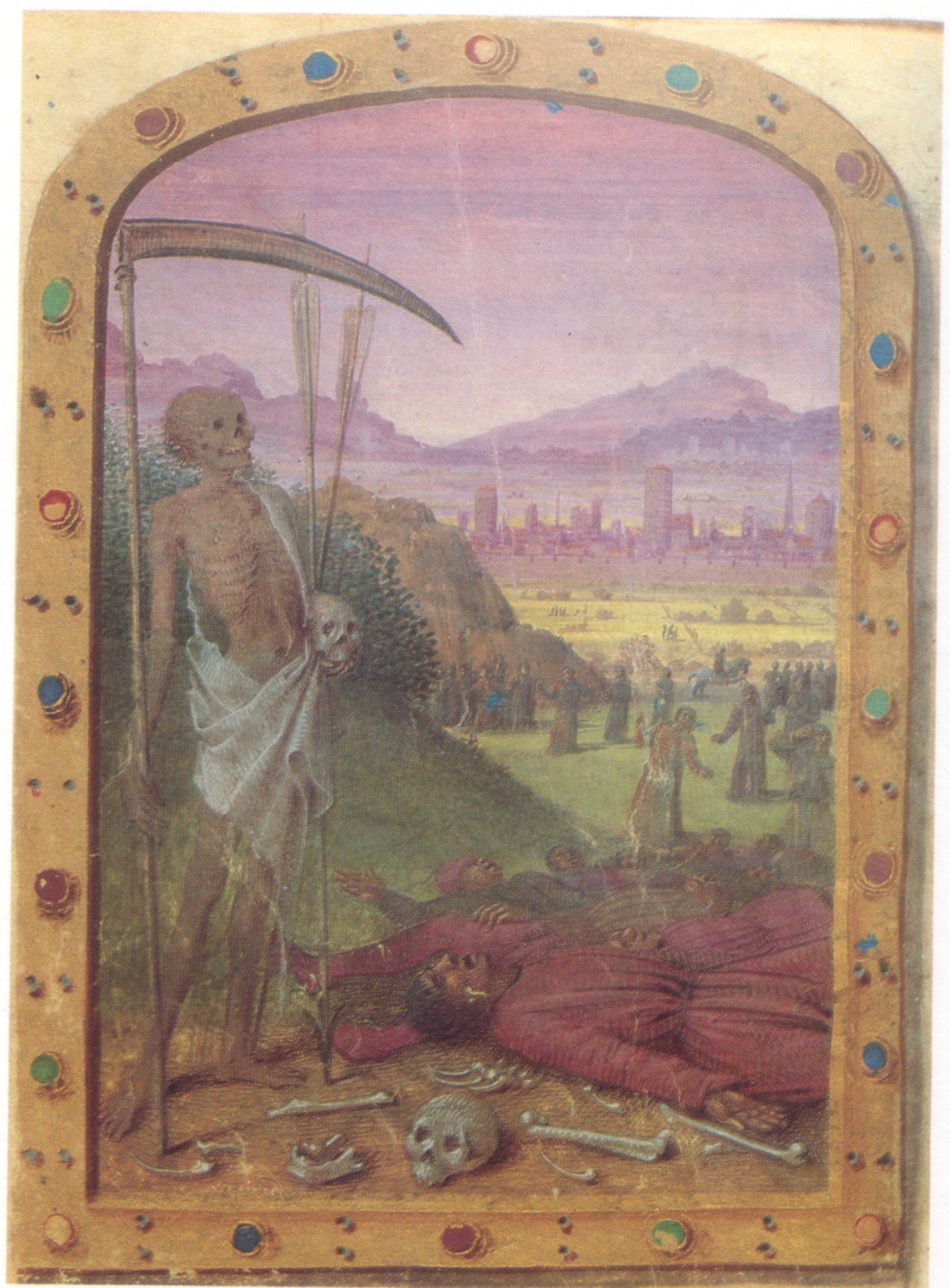
Französisches Stundenbuch, um 1460
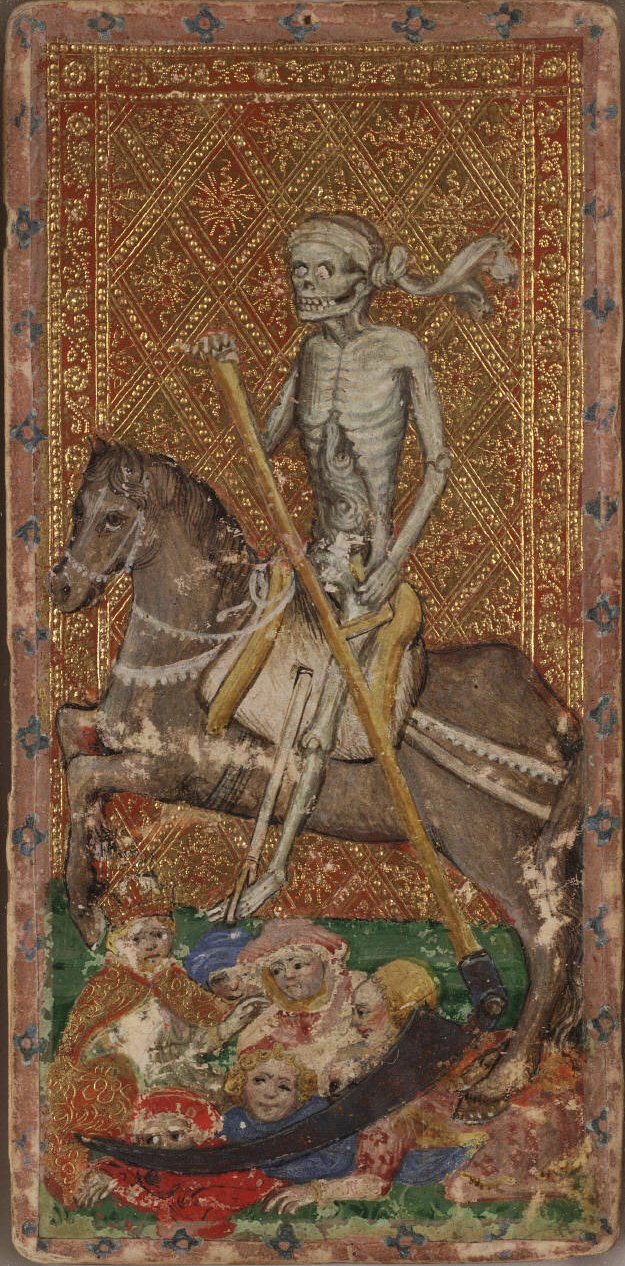
Der Tod im Visconti-Tarot, Mitte 15. Jahrhundert.
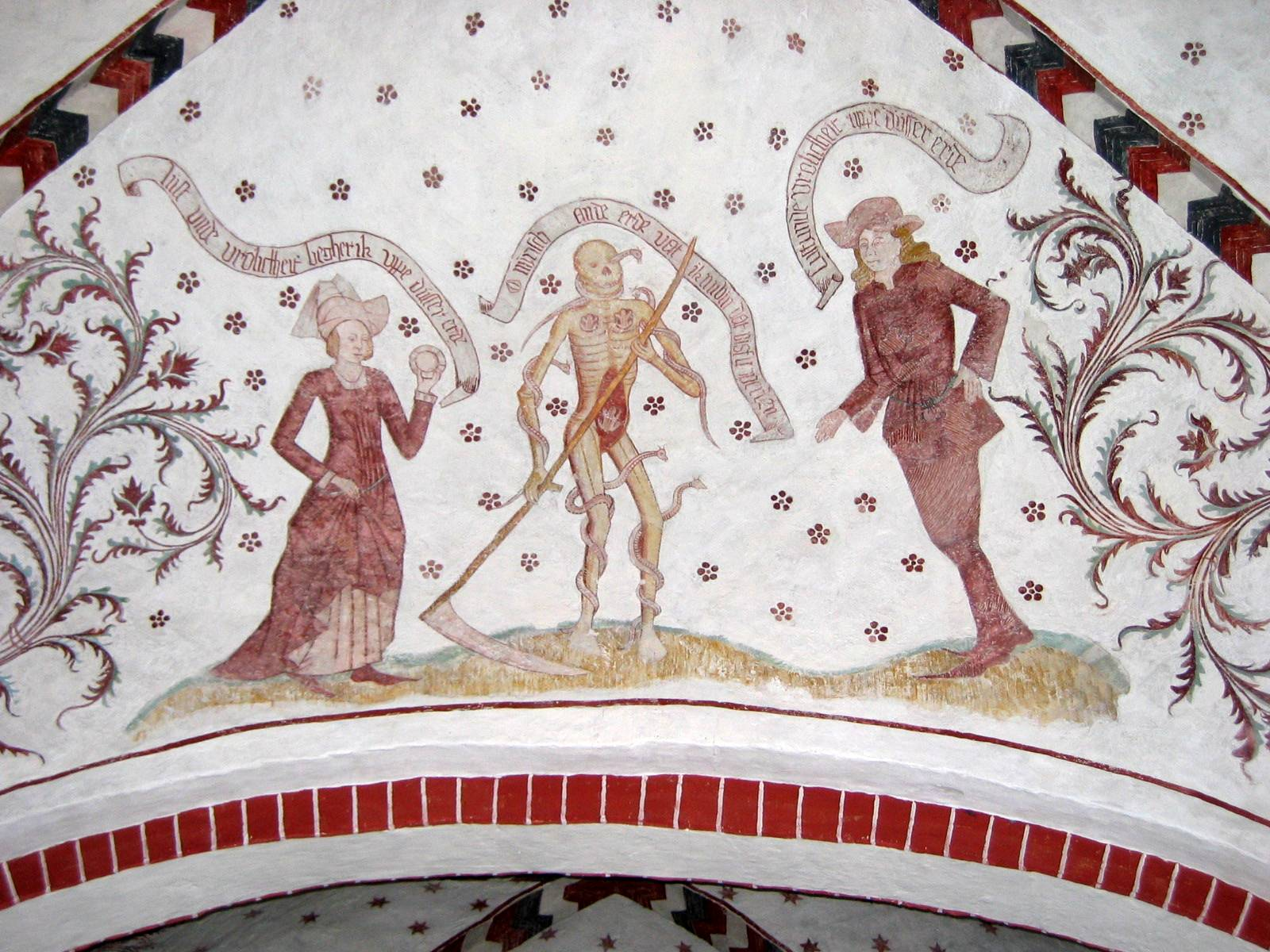
Fresko in der St. Marien-Kirche, Loxstedt, 15. Jahrhundert
„Der Todesengel“, Präraffaelitisches Gemälde von Evelyn de Morgan, 1881
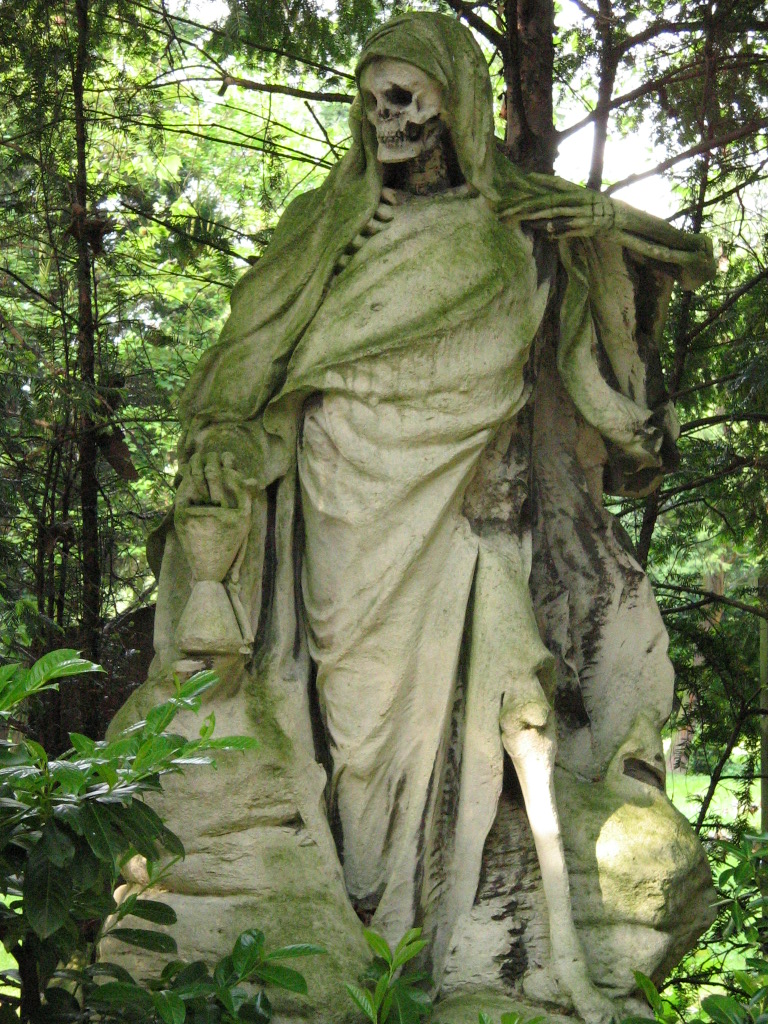
„Der Sensenmann“ mit Stundenglas. Grabplastik von August Schmiemann, Melaten-Friedhof, Köln, nach 1900
Moderne Karikatur
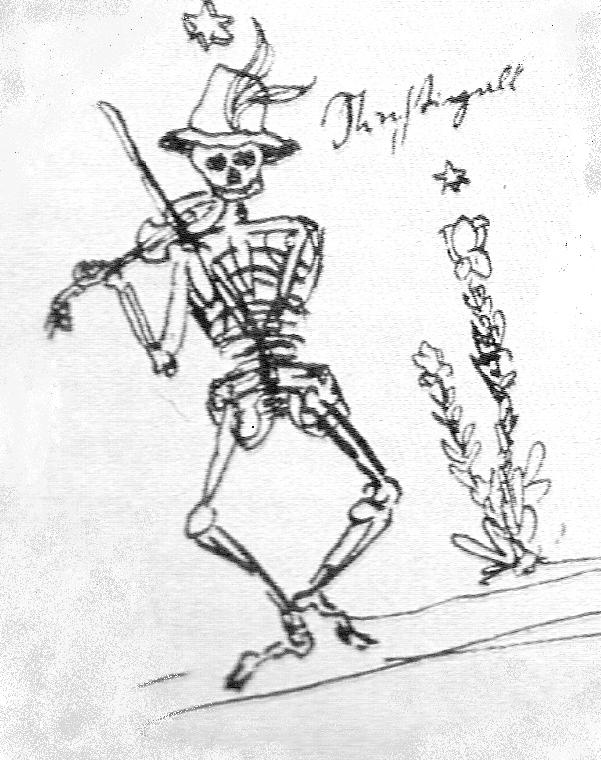
Geige spielendes Skelett, Federzeichnung von Gottfried Keller, Schreibunterlage aus seiner Berliner Zeit, etwa 1855
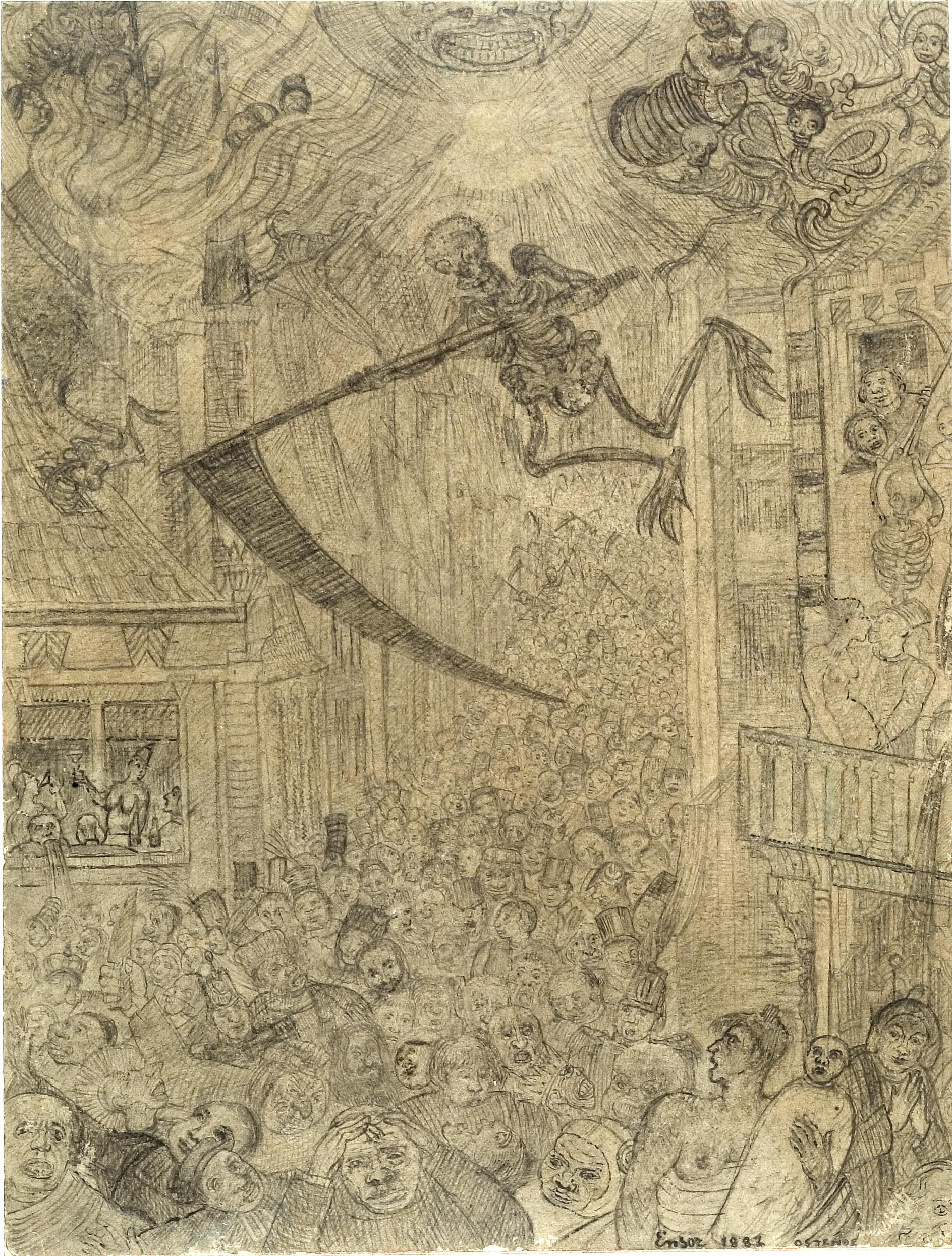
De triomf van de dood, James Ensor, 1887, Königliches Museum der Schönen Künste (Antwerpen)
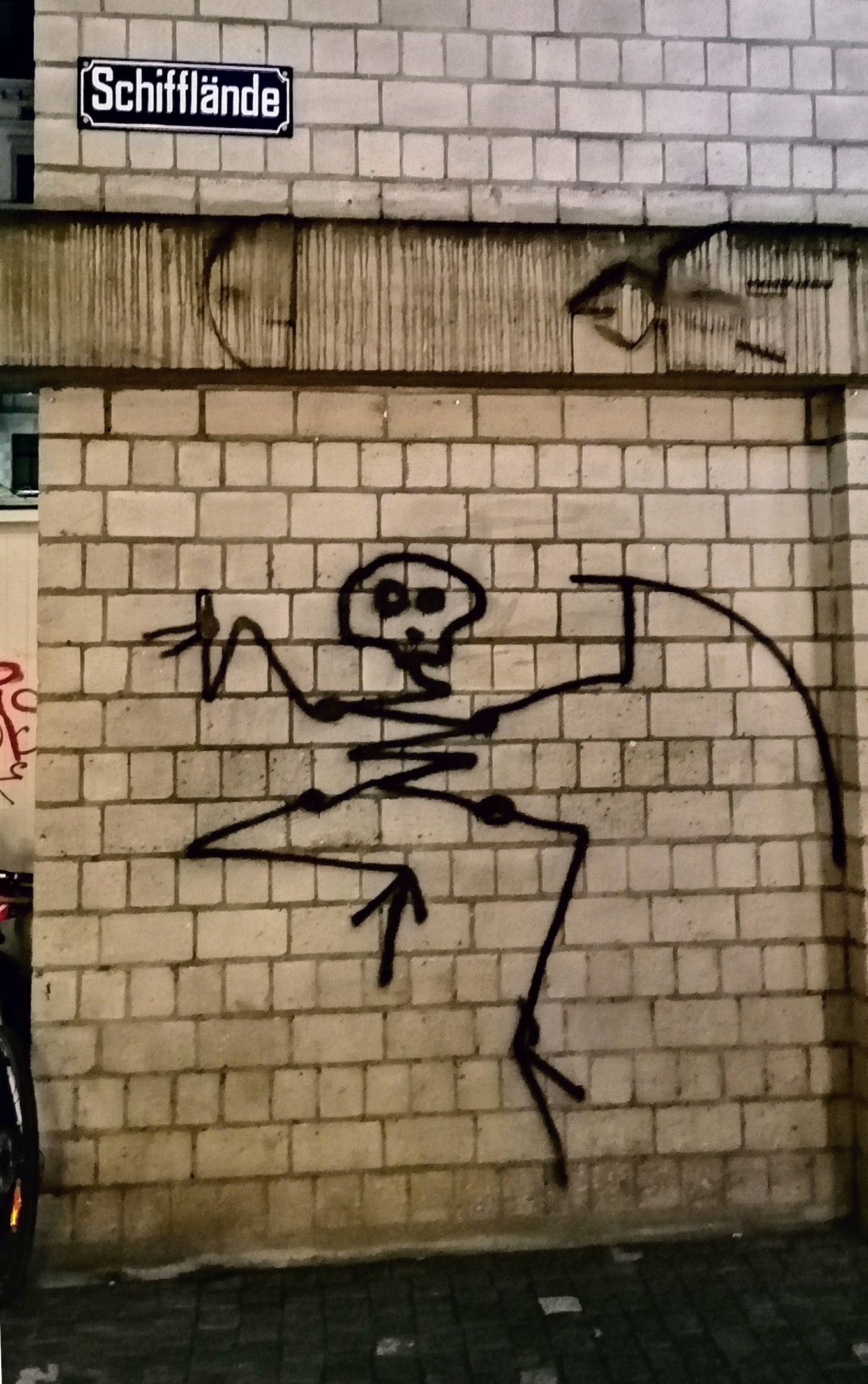
„Sensenmann“ von Harald Naegeli am Theater am Hechtplatz, Fassade Rückseite an der Schifflände, Werkzyklus Totentanz, Zürich, 2020

## Rezeption

### Film und Fernsehen
Als Figur in Kinofilmen erscheint der Sensenmann in Bergmans Klassiker Das siebente Siegel (1957), der im Mittelalter zur Zeit der großen Pest spielt und mit einem Totentanz endet. Die Szene des Films, in der die Hauptfigur Schach mit dem Tod spielt, wurde später öfter parodiert: The Dove (1968), Bill & Ted’s verrückte Reise in die Zukunft (1991) und Last Action Hero (1993).
In den Filmen der Reihe Final Destination jagt der Tod Menschen, die sich ihrem Schicksal entzogen haben, ohne jedoch in einer Gestalt verkörpert zu sein. In den Dramen Die schwarze Majestät (1934) und dessen Remake Rendezvous mit Joe Black (1998) verkörpern Fredric March bzw. Brad Pitt den Tod.
In der Scheibenwelt-Verfilmung Hogfather von 2006, die auf dem Roman Schweinsgalopp basiert, nimmt Gevatter Tod eine prominente Rolle ein.
Parodistische Auftritte hat der Sensenmann in Die letzte Nacht des Boris Gruschenko von Woody Allen, in Der Sinn des Lebens von Monty Python oder in Die Geschichte vom Brandner Kaspar nach der Kurzgeschichte Der Brandner Kaspar. Sogar in der Zeichentrickserie für Kinder Die gruseligen Abenteuer von Billy und Mandy tritt der Sensenmann als Hauptrolle auf. In der Kriminalkomödie Scoop – Der Knüller von 2006 überführt der stumme Sensenmann die Verstorbenen auf einer Fähre ins Jenseits.
Im Vampirfilm Interview mit einem Vampir von 1994 tritt in einem Theater der Vampire in Paris ein Schauspieler in schwarzer Robe und mit Sense auf, der auf der Bühne über das Leben und Sterben philosophiert. In dem Horrorfilm The Frighteners des Regisseurs Peter Jackson von 1996 tritt ein Gevatter Tod auf, der den Menschen mit der Hand in den Oberkörper fasst und ihnen das pochende Herz entreißt. Am Ende des Films erklingt zum Abspann eine Interpretation des Songs (Don’t Fear) The Reaper von Blue Öyster Cult.
In der Episode Wie gewonnen, so zerronnen (OT: Of Sound Mind) der TV-Serie Magnum von 1983 stiehlt eine als Sensenmann verkleidete Person während eines Maskenballs in einer Villa wertvolle Dokumente aus einem Tresor.
In der US-amerikanischen Trickserie Die Simpsons hat der Sensenmann bzw. der Tod den Namen Doug und tritt mehrmals auf.

### Musik
Die finnische Melodic-Death-Metal-Band Children of Bodom verwendete den Sensenmann als eine Art Markenzeichen, auf jedem ihrer Album-Covers ist ein Sensenmann mit einer Sense in den Händen abgebildet.
In dem Videoclip zu dem Song Die Hölle muss warten der deutschen Metal-Band Eisbrecher, der sich auf dem gleichnamigen Album von 2012 befindet, spielt ein Sensenmann in schwarzer Robe gegen einen Mann Schach und Würfel sowie ein Wetttrinken mit Schnaps.
Auf dem Cover des Albums Pale Horse des Gothic-Rock-Musikers Markus Winter von 2021 ist ein Sensenmann auf einem weißen Pferd mit glühend roten Augen abgebildet, darunter steht in englischer Sprache ein Zitat aus der Offenbarung des Johannes über die Apokalyptischen Reiter. Das Artwork stammt von Illustrator Mark Freier.
In dem Videoclip zu dem Song Leather Demon der Doom-Metal-Band Lucifer tritt ein Sensenmann zu Pferde auf, der durch ein Waldstück reitet.
Im Musikvideo zum Country-Song A Lifetime to Find von Wilco, das im Oktober 2022 erschien, treten ein bleicher pausbäckiger Sensenmann als Puppe und ein mannshoher Sensenmann auf, der hinter der Theke einer Bar die Getränke ausschenkt sowie Billard mit der Sense als Queue und Poker spielt.

### Videospiele
In Paper Boy von 1984 stellt sich der Sensenmann dem titelgebenden Zeitungsjungen in den Weg – und kann einfach umfahren werden.
Auch in der erfolgreichen Videospielreihe Die Sims erscheint der Sensenmann, um einen Sim abzuholen, der an seinem Lebensende angekommen ist. Dieser Gevatter Tod lässt sich durch Verwandte des Opfers möglicherweise einmal erweichen. In Die Sims 3 hat der Sensenmann auch einen Namen: Mephisto Schauder.
Im Videospiel Darksiders 2 ist der Tod, einer der vier apokalyptischen Reiter, der spielbare Protagonist. Als Sensenmann mit zwei Sicheln muss man seinen Bruder Krieg retten. In Dante’s Inferno von 2010 ist er der erste Zwischenboss, als Todesengel Malthael ist er in Diablo III: Reaper of Souls der Endgegner.
Im Videospiel Die Gilde schwebt der Sensenmann durch die Stadt, wenn die Pest in der Stadt wütet. Zu diesen Zeitpunkten sterben oft Arbeiter in den Betrieben des Spielers, üblicherweise jedoch nicht der Spieler selbst oder dessen Verwandte und Konkurrenten.
In Spielen der Castlevania-Reihe tritt der Sensenmann als Tod oftmals als Verbündeter von Dracula und als Boss-Gegner auf.

## Theater
Seit 2011 begibt sich ein deutschsprachiger Comedian mit dem Künstlernamen Der Tod in schwarzer Robe, mit tief ins Gesicht gezogener Kapuze und mit Sense regelmäßig auf Tournee, um auf den Bühnen mit schwarzhumorigen Programmen namens Mein Leben als Tod, Happy Endstation, Zeitlos und Tödliche Weihnacht das Publikum zu unterhalten. Der anonyme Kabarettist nennt das selbst Death Comedy auf seiner Homepage. Für die Figur Der Tod wurde der Comedian mit dem Jurypreis 2013 beim Großen Kleinkunstfestival der Wühlmäuse ausgezeichnet.

## Weitere Bedeutung
Als Sensenmann (poln. Kośniczy; dt. Koszinier (Sing.), Kosziniere (Plur.)) wurde auch ein mit umgebauter Sense bewaffneter Bauer im Landsturm in den polnischen Revolutionen von 1794, 1830/31 und 1848 genannt.